# 더 선

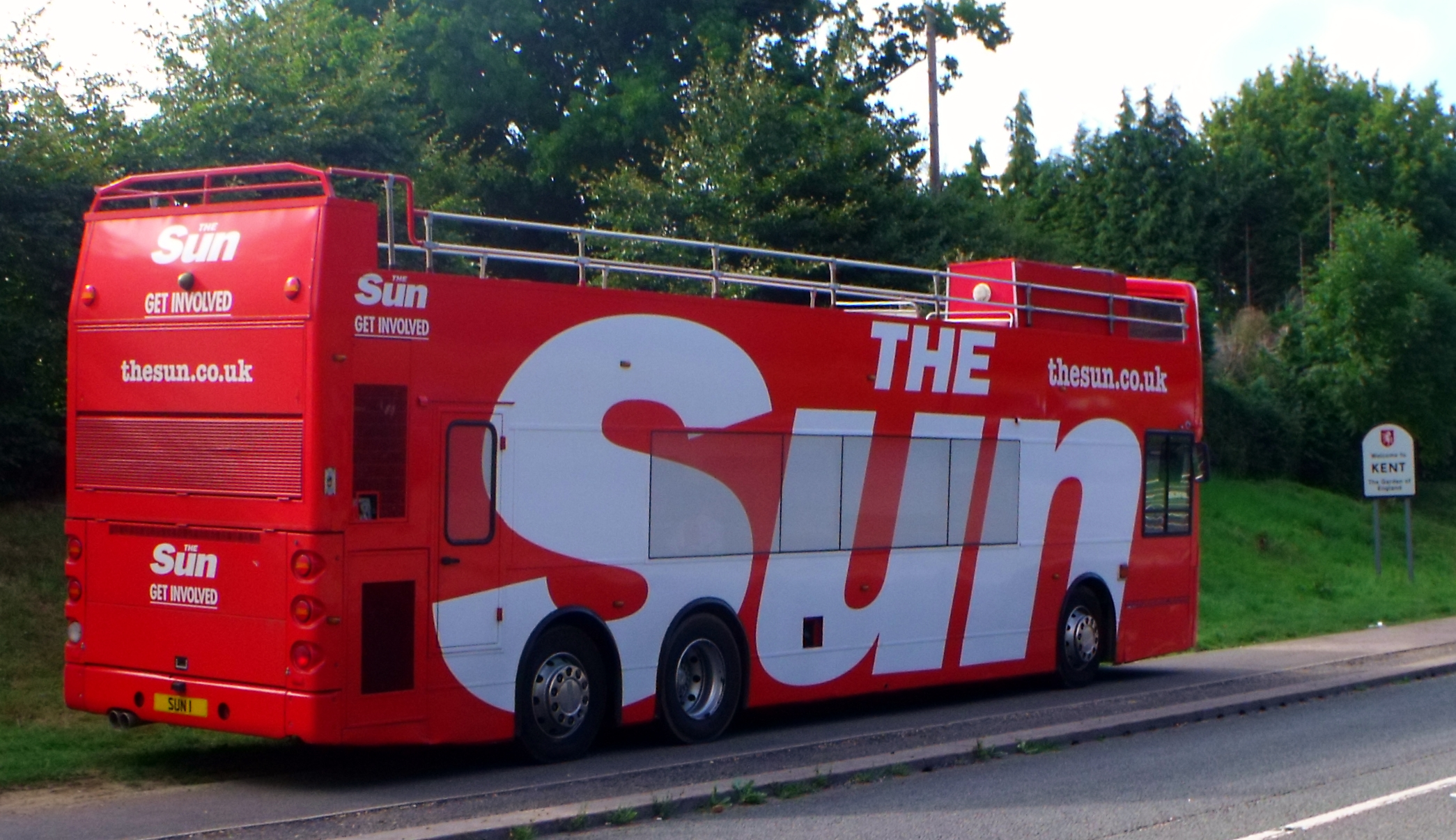

더 선(영어: The Sun)은 영국·아일랜드에서 발행되는 일간 타블로이드이다. 영국에서 발행부수가 많은 신문에 속한다.
1964년 창간되었으며, 1969년 루퍼트 머독이 인수하면서 타블로이드로 판형을 바꾼 후 급성장하여 1970년대를 거치며 발행부수가 300만부를 넘어 데일리 미러·데일리 메일·데일리 익스프레스를 제치고 영국에서 가장 발행부수가 많은 신문이 되었다. 최근에는 발행부수가 다소 줄어들었으나, 평일 평균 300만부 내외를 발행하여 여전히 영국에서 가장 발행부수가 많다. 일요일에는 자매지 뉴스 오브 더 월드가 발행되었지만, 폐간으로 인하여 현재는 평일에도 발행한다. 정론지 타임스와 함께 뉴스 코프 산하 뉴스 UK 소유로 되어 있다.

## 비판
1면에 눈길을 끄는 사진과 가십성 기사를 배치하여 관심을 모으며 지나치게 상업적이고 선정적이라는 이유로 비판의 대상이 된다. 근거없이 유명인들을 비난하는 기사를 담으며 대표적 황색언론으로 꼽힌다.